# 289-es busz (Budaörs)
A budaörsi 289-es jelzésű autóbusz a Budaörsi lakótelep és Budaörs, Ötvös utca között közlekedik. A vonalat 2010. augusztus 1-je előtt a Budapesti Közlekedési Zrt. üzemeltette (először alvállalkozós üzemben, később Ikarus 405 típusú járművekkel), augusztus 1-jétől a VT-Transman üzemeltette a Budaörsi Önkormányzat megrendelésére. Jelenleg a Homm Kft. üzemelteti. Hétköznap a reggeli és délutáni csúcsidőben 30 percenként, napközben és hétvégén óránként közlekedik. A 288-as busszal összehangolt menetrend szerint jár. A járat nem érinti Budapest közigazgatási területét.

## Története
2007. augusztus 27-étől a Budaörsi Önkormányzat megrendelésére indult el Budaörs-belváros busz néven, körforgalomként a Budaörsi lakótelep és Budaörs, vasútállomás között. Útvonala: Budaörsi lakótelep vá. – Baross utca – Petőfi Sándor utca – Kisfaludy utca – Kossuth Lajos utca – Nefelejcs utca – Szabadság út – Templom tér – Clementis László utca – Dózsa György utca – Deák Ferenc utca – Csata utca – Károly király utca – Kinizsi utca – Raktár utca – Budaörs vasútállomás – Raktár utca – Kinizsi utca – Károly király utca – Csata utca – Ady Endre utca – Baross utca – Budaörsi lakótelep vá.
Jóllehet a 2008-as paraméterkönyvben a vonal még változatlan jelzéssel szerepelt, 2008. augusztus 21-étől 289-es számjelzéssel látták el.
Az útvonala a Budaörsi Önkormányzat megrendelésére 2010. május 1-jétől jelentősen változott. A budaörsi lakótelepi végállomás után a város nyugati részén körbemegy, majd a Baross utcán visszafelé a korábbi útvonalán halad tovább. A Dózsa György utca után azonban a város keleti részén is körjáratként közlekedik. A végállomása a Farkasréti úton található. A Budaörsi vasútállomást nem érinti.

## Útvonala
| Ötvös utca felé | Budaörsi lakótelep felé |
| --- | --- |
| Budaörsi lakótelep vá. – Szivárvány utca – Szabadság út – Árok utca – Baross utca – Petőfi Sándor utca – Kisfaludy utca – Kossuth Lajos utca – Nefelejcs utca – Szabadság út – Clementis László utca – Dózsa György utca – Stefánia utca – Hársfa utca – szervizút – Budafoki utca – Felleg utca – Aradi utca – Fövény utca – Őszibarack utca – Árnyas utca – Aradi utca – Budapesti út – Mátyás király utca – Farkasréti út – Ötvös utca vá. | Ötvös utca vá. – Farkasréti út – Felsőhatár út – Budapesti út – Őszibarack utca – Fagyöngy utca – Aradi utca – Felleg utca – Budafoki utca – szervizút – Hársfa utca – Stefánia utca – Dózsa György utca – Clementis László utca – Szabadság út – Nefelejcs utca – Kossuth Lajos utca – Kisfaludy utca – Petőfi Sándor utca – Baross utca – Budaörsi lakótelep vá. |

A busz érint 4 általános iskolát: Hermann Ottó Általános Iskola, Mindszenty József Katolikus Általános Iskola, 1. Sz. Általános Iskola (új épület a városi uszoda előtt), Kesjár Csaba Általános Iskola.

## Megállóhelyei
| 0  | Budaörsi lakótelep végállomás               | 20 | 40, 40B, 40E, 140, 140A, 140B, 240, 287, 288 755     |
| 1  | Patkó utca                                  | ∫  | 40, 40E, 140, 140A, 240, 287                         |
| 2  | Alcsiki dűlő                                | ∫  | 88, 88A, 188, 188E                                   |
| 2  | Árok utca                                   | ∫  |                                                      |
| 3  | Őszirózsa utca                              | ∫  |                                                      |
| 4  | Puskás Tivadar utca                         | ∫  | 288                                                  |
| 5  | Szivárvány utca                             | ∫  | 40, 40B, 40E, 140, 140A, 140B, 240, 287, 288 755     |
| 6  | Ifjúság utca                                | 18 | 40B, 140, 140A, 140B, 288                            |
| 7  | Széles utca                                 | 17 | 288                                                  |
| 8  | Petőfi Sándor utca (↓) Árpád utca (↑)       | 16 | 288                                                  |
| 9  | Szabadság út                                | 15 | 40, 40B, 40E, 88, 88A, 140, 140A, 188, 240, 287, 288 |
| 10 | Kossuth Lajos utca                          | 14 | 288                                                  |
| 11 | Egészségügyi Központ (↓) Nefelejcs utca (↑) | 13 | 288                                                  |
| 12 | Templom tér                                 | 12 | 40, 40B, 88, 88A, 140, 140A, 188, 240, 288 767       |
| 13 | Arany János utca                            | ∫  | 288                                                  |
| 14 | Stefánia utca                               | 11 | 288                                                  |
| 15 | Hársfa utca                                 | 10 | 288                                                  |
| 15 | Városi uszoda                               | 9  | 288                                                  |
| 16 | Budafoki utca                               | 8  |                                                      |
| 18 | Kesjár Csaba Általános Iskola               | 7  |                                                      |
| 19 | Fodros utca                                 | ∫  |                                                      |
| 20 | Aradi utca                                  | ∫  | 40, 40B, 88, 88A, 140, 140A, 188, 240                |
| 21 | Rózsa utca                                  | ∫  |                                                      |
| 22 | Réz utca                                    | ∫  |                                                      |
| 23 | Semmelweis utca                             | ∫  |                                                      |
| ∫  | Ősz utca                                    | 6  |                                                      |
| ∫  | Tulipán utca                                | 5  | 40, 40B, 88, 88A, 140, 140A, 188, 240                |
| ∫  | Felsőhatár utca                             | 3  | 40, 40B, 88, 88A, 140, 140A, 188, 240, 288 767       |
| ∫  | Lakatos utca                                | 1  |                                                      |
| 25 | Ötvös utca végállomás                       | 0  |                                                      |